# Stereomyrmex anderseni
Stereomyrmex anderseni is een mierensoort uit de onderfamilie van de Myrmicinae. De wetenschappelijke naam van de soort is voor het eerst geldig gepubliceerd in 1991 door Taylor.